# George (Iowa)
George es una ciudad ubicada en el condado de Lyon en el estado estadounidense de Iowa. En el Censo de 2010 tenía una población de 1080 habitantes y una densidad poblacional de 173,53 personas por km².

## Geografía
George se encuentra ubicada en las coordenadas 43°20′34″N 96°0′13″O / 43.34278, -96.00361. Según la Oficina del Censo de los Estados Unidos, George tiene una superficie total de 6.22 km², de la cual 6.21 km² corresponden a tierra firme y (0.21%) 0.01 km² es agua.

## Demografía
Según el censo de 2010, había 1080 personas residiendo en George. La densidad de población era de 173,53 hab./km². De los 1080 habitantes, George estaba compuesto por el 98.52% blancos, el 0.19% eran afroamericanos, el 0.09% eran amerindios, el 0.19% eran asiáticos, el 0% eran isleños del Pacífico, el 0.56% eran de otras razas y el 0.46% pertenecían a dos o más razas. Del total de la población el 2.22% eran hispanos o latinos de cualquier raza.